# Párbajhősök
A Párbajhősök (eredeti cím: The Duellists ) egy 1977-ben bemutatott brit történelmi drámafilm, amely Ridley Scott rendezői debütálása volt. A film az 1977-es cannes-i filmfesztiválon a Legjobb első alkotás díjában részesült. A film forgatókönyve Joseph Conrad A párbaj (The Duel) című művén alapul.
Franciaországban a bemutató évében augusztus 31-én mutatták be, Amerikában egy évvel később 1978. január 13-án. Magyarországon évtizedekkel később a Magyar Televízió tűzte műsorra 1992-ben.
A film regényváltozatát Gordon Williams írta, amit a Fontana Books cég adta ki 1977-ben az Egyesült Királyságban, addig az Amerikai Egyesült Államokban 1978-ban publikálta a Pocket Books kiadó.

## Cselekmény
Még Napóleon korában történik, hogy egy francia tiszt nagyon megsérti bajtársát. Ez a sértés és a sértés okozta bosszúvágy egész életükre meghatározóvá válik. Ami eleinte egyszerű párbajnak indul az első alkalommal, később rituális, időről időre megrendezendő első vérig tartó párbajozási tradícióvá válik.
|  | Alább a cselekmény részletei következnek! |

### Strasbourg, 1800
1800-ban járunk, Strasbourgban. Gabriel Feraud, a francia 7. huszárezred hadnagya, egy buzgó bonapartista és megszállott párbajozó egy párbajban kis híján megöli a város polgármesterének unokaöccsét. A polgármester nyomására Treillard dandártábornok utasítja egyik tisztjét, Armand d’Hubert hadnagyot, a 3. huszár hadnagyát, hogy helyezze házi őrizetbe Feraud-t. Amikor d’Hubert kiadja a parancsot, Feraud személyes sértésnek veszi, és párbajra hívja. Az eredmény nem meggyőző, mivel Feraud elveszti eszméletét, mielőtt a küzdelem véget ér. Miközben segíteni próbál neki, d’Hubert megtámadja és megkarcolja Feraud szeretője. A harc eredményeként a tábornok elbocsátja d’Hubertet vezérkarából, és ezredével visszaküldi aktív szolgálatba.

### Augsburg, 1801
A háború megszakítja a veszekedést, és csak hat hónap múlva találkoznak újra. Feraud újabb párbajra hívja d’Hubert-t, és súlyosan megsebesíti. Gyógyulása közben d’Hubert vívóleckéket vesz, és a következő párbajban a férfiak halálig tartó küzdelmet vívnak. Nem sokkal ezután d’Hubert megkönnyebbüléssel veszi tudomásul, hogy századossá léptették elő, mivel a katonai előírás megtiltja a különböző rangú tiszteknek a párbajozást.

### Lübeck, 1806
D’Hubert Lübeckben kezdi meg szolgálatát. Megdöbbenve hallja, hogy a 7. huszárezred megérkezik a városba, és most Feraud a kapitányuk. Tudatában annak, hogy két hét múlva őrnaggyá kell előléptetni, d’Hubert megpróbál elmenekülni előle, de nem sikerül neki időben megszökni. Feraud újra párbajra hívja ki. Előtte megjelenik egykori szeretőjénél, Lauránál. Megfenyegeti, amiért folytatta a párbajozást Feraud-val, mondván, hogy meg fogják ölni, mielőtt könnyes búcsút vehetne tőle. A találkozás során d’Hubert megvágja Feraud homlokát; vér folyik a szemébe, emiatt nem Feraud nem lát harc közben. D’Hubert, aki magát győztesnek tekinti, hevesen távozik a helyszínről. Nem sokkal ezután Feraud ezredét Spanyolországba küldik, míg d’Hubert továbbra is Észak-Európában állomásozik.

### Oroszország, 1812
A bajtársak (már mindketten ezredesek) véletlenül találkoznak egymással az oroszországi hadjárat során, mialatt a francia csapatok kivonulnak Moszkvából. Kénytelenek együttműködni miután elkülönültek a francia haderőtől. Az orosz kozákok támadnak, d’Hubert és Feraud közösen harcba szállnak velük. Miután elűzték az ellenséget, d’Hubert ünnepi itallal kínálja Feraud-t a kulacsából, de ő némán megfordul és elmegy.

### Tours, 1814
Napóleon elbai száműzetése után d’Hubert már dandártábornok, aki húga, Leonie tours-i otthonában lábadozik. Bemutatja őt Adélnak, szomszédja unokahúgának, és a pár egymásba szeret. Perteley ezredes, egy bonapartista ügynök megpróbálja beszervezni d’Hubert-t, mivel elterjed a hír, hogy Napóleon a száműzetéséből visszatér. Ezt d’Hubert visszautasítja. Amikor Feraud, már mint bonapartista dandártábornok ezt megtudja, kijelenti, mindig is tudta, hogy d’Hubert áruló.

### Párizs, 1816

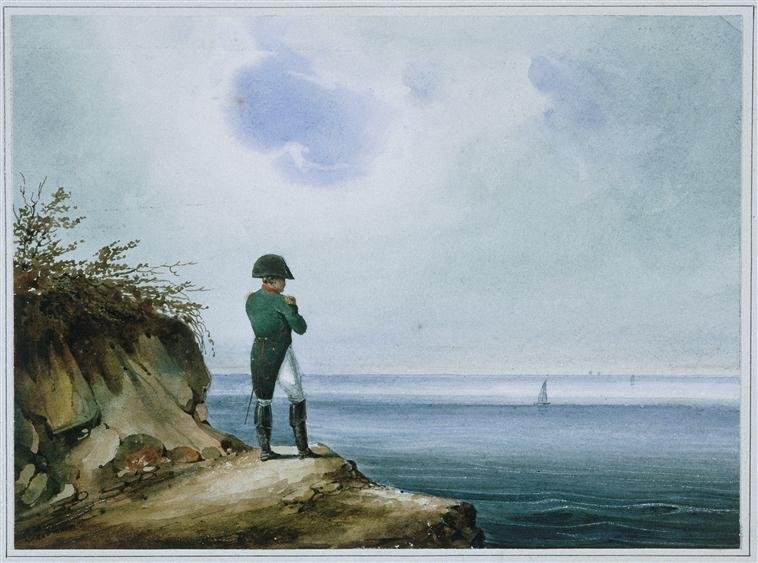
Napóleon Szent Ilonán. (Franz Josef Sandmann festménye, 1820)

Miután Napóleon vereséget szenvedett a waterlooi ütközetben, d’Hubert feleségül veszi Adélt, és csatlakozik XVIII. Lajos seregéhez. Feraud-t letartóztatják, és várhatóan kivégzik a száznapos uralomban betöltött szerepéért. Ezt megtudva d’Hubert szól a rendőrminiszternek, és ráveszi, hogy kímélje meg Feraud életét. Mivel nem tudta, hogy d’Hubert megmentette, Feraud feltételesen szabadlábra kerül, rendőri felügyelet mellett. Eközben d'Hubert és Adele első gyermekük születésére készülnek.
Miután tudomást szerzett d’Hubert előléptetéséről az új francia hadseregben, Feraud két korábbi tisztjét küldi el hozzá, hogy álljon ki ellene egy pisztolypárbajban . D’Hubert vonakodva beleegyezik. A két férfi egy romos kastélynál találkozik, ellenkező oldalról hatolnak be az erdőbe. Feraud-ot azonban becsapják, mivel mindkét pisztolyt kiürítették, és d’Hubert elkapja őt egy ponton. Ahelyett, hogy lelőné, d’Hubert azt javasolja a párbaj szabályai értelmében, hogy mostantól ő rendelkezik Feraud élete felett. Ettől kezdve minden jövőbeli találkozásuk során Feraud-nak „halottként kell viselkednie”. Ennek értelmében soha többé nem hívhatja ki párbajra d’Hubertet.
Ezt követően d’Hubert visszatér otthonába és boldog házaséletet él. Eközben a magányos Feraud azzal néz szembe, ahogy tartományi száműzetésben fejezi be napjait, mint szeretett császára, és képtelen elfeledni a párbajos rögeszméjére, amely oly sok éven át emésztette. 
|  | Itt a vége a cselekmény részletezésének! |

## Szereplők
| Szerep               | Színész         | Magyar hang   |
| -------------------- | --------------- | ------------- |
| Armand d’Hubert      | Keith Carradine | Rátóti Zoltán |
| Gabriel Feraud       | Harvey Keitel   | Gáspár Sándor |
| Joseph Fouché        | Albert Finney   | Vajda László  |
| Colonel Perteley     | Edward Fox      | Gruber Hugó   |
| Adele                | Cristina Raines | Györgyi Anna  |
| Trelliard tábornok   | Robert Stephens | Szersén Gyula |
| Dr. Jacquin          | Tom Conti       | Forgács Péter |
| Chevalier du Rivarol | John McEnery    | Kovács István |
| Laura                | Diana Quick     | Csere Ágnes   |
| Lieutenant Lecourbe  | Alun Armstrong  | Vass Gábor    |

Közreműködik: Bozai József (a cím és stáblista felolvasása)

### A szinkronstáb
Magyar szöveg: Kertész Judit
Hangmérnök: Bérczi Endre
Rendezőasszisztens: Dórczi Orsolya
Vágó: Fényi Márta
Gyártásvezető: Németh Piroska
Szinkronrendező: Juhász Anna
A szinkront a Magyar Televízió megbízásából a Magyar Szinkron- és Videovállalat készítette 1992-ben.

## A produkció

### Előkészület
A film a korábban televíziós reklámokat készítő Ridley Scott játékfilmes debütálása. A film vizuális stílusára nagy hatással volt Stanley Kubrick 1975-ös Barry Lyndon című történelmi drámája. Mindkét filmben alapvető szerepet kapnak a párbajok. A film DVD-kiadásához írt kommentárjában Scott megjegyzi, hogy megpróbálta utánozni Kubrick filmjének szemrevaló operatőri munkáját, amely megközelítette a korszak naturalista festményeit.

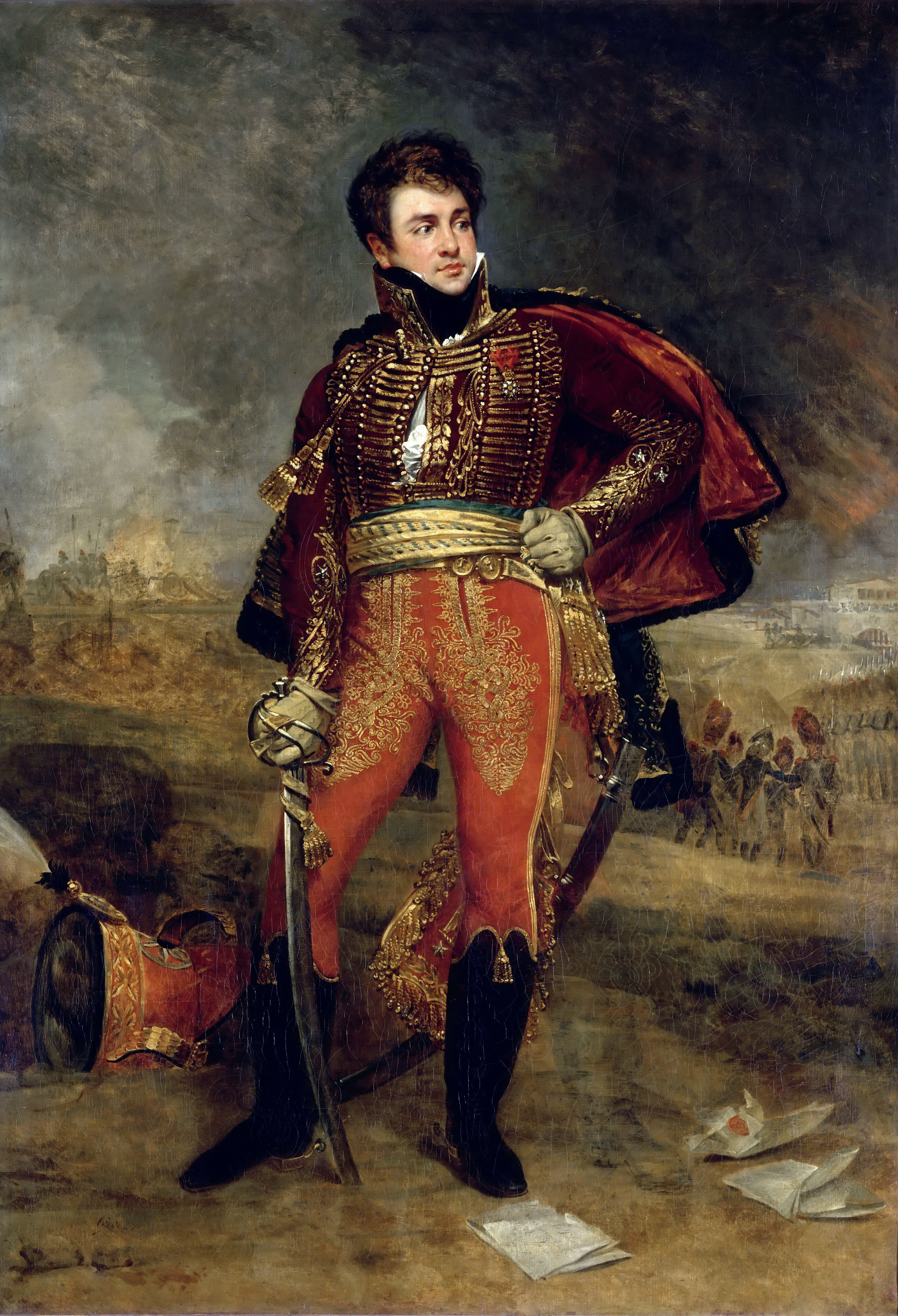
François Fournier-Sarlovèze, aki Feraud karakterének alapjául szolgált.

A költségvetési korlátok miatt Scott úgy döntött, hogy a filmet élőképekben forgatja le, hogy jelezze a történet fejezeteit. A film Richard Holmes hadtörténész tanácsai alapján készült.

### Forgatókönyvírás
Scott eredetileg Gerald Vaughan-Hughest bérelte fel, hogy írjon egy történetet Guy Fawkesról és az 1605-ös puskapor-összeesküvésről, de amikor a finanszírozás meghiúsult, Vaughan-Hughes adaptálta a forgatókönyvet Joseph Conrad brit-lengyel író, A párbaj című 1907-es novellájából. Conrad története egy valós párbajon alapult, amely a napóleoni háborúk idején történt meg két a Grande Armée-ban szolgáló tiszt, Pierre Dupont de l'Étang és François Fournier-Sarlovèze között. Ez lett az alapja D'Hubert és Feraud párbajának. A The encyclopedia of the sword című műben Nick Evangelista ezt írta:
"A napóleon-i hadsereg fiatal tisztjeként Dupont [l'Étang] kapott egy kellemetlen üzenetet egy tiszttársától, Fournier-től [Fournier-Sarlovèze], aki egy őrjöngő párbajozó volt. Fournier, miután a hírnökön kiélte dühét, párbajra hívta Dupont-ot. Ez több évtizeden át tartó, karddal és pisztollyal vívott találkozások sorozatát váltotta ki. A verseny végül azzal zárult, hogy Dupont le tudta győzni Fournier-t egy pisztolypárbajban, így kénytelen volt megígérni, hogy soha többé nem zavarja."
A tisztek 1794-ben vívták első párbajukat, amikor Fournier-Sarlovèze (akit a "Grand Armée legrosszabb tisztjének" is neveztek) visszavágót követelt. A következő 19 év során legalább további 30 visszavágóra került sor, amelyek során a két tiszt lóháton és anélkül harcolt karddal, szablyával és pisztolyokkal. Miután l'Étang végül legyőzte Fournier-Sarlovèze-t egy párbajban, azt mondta neki, hogy hagyja végleg békén. Fournier-Sarlovèze 53 évesen halt meg; L'Étang 74 éves koráig élt.
Bár Vaughan-Hughes forgatókönyve Conrad művéből sok elemet felhasználta, de új jeleneteket írt hozzá, mint például a film elején és végén zajló párbajokat, valamint új karaktereket talált ki.

### Forgatás
Sok külső jelenetet a franciaországi Dordogne megyében található Sarlat-la-Canéda-ban és környékén rögzítettek. A moszkvai visszavonuláskor játszódó téli jeleneteket a skóciai Cairngorm-hegységben, Aviemore közelében vették fel. Az utolsó párbaj jelenetét a felújítatlan Château de Commarque-ban forgatták.
Az utolsó jelenet az Atlanti-óceán déli részén száműzetésben élő egykori császár festményeire utal (pl. Franz Josef Sandmann Napóleon Szent Ilonán című alkotása).

## Kritikai visszhang
A kritikusoktól pozitív kritikákat kapott. A Rotten Tomatoes oldalán 93%-ot ért el a 100-ból, és 7.4 pontot a tízből. A Metacriticen 70 pontot ért el a százból. Az IMDb-n 7.4 pontot ért el a tízből, a Port.hu oldalán pedig 8.2 pontot ért el a tízből, 2 hozzászólás alapján.

## DVD megjelenés
A Shout! Factory 2013. január 29-én jelentette meg a filmet Blu-ray kiadásban. A megjelenés egybeesett a Ridley Scottról szóló tudományos esszék gyűjteményének megjelenésével, amelyben erről a filmről is írnak.

## Televíziós megjelenések
MTV1 (bemutató: 1992. április 5.)

## Fordítás
Ez a szócikk részben vagy egészben  a   The Duellists című angol Wikipédia-szócikk fordításán alapul.  Az eredeti cikk szerkesztőit annak laptörténete sorolja fel. Ez a jelzés csupán a megfogalmazás eredetét és a szerzői jogokat jelzi, nem szolgál a cikkben szereplő információk forrásmegjelöléseként.

## Külső hivatkozások
Párbajhősök a PORT.hu-n
Párbajhősök az IMDb-n
Párbajhősök a Mafab oldalán
Párbajhősök a Rotten Tomatoes oldalán
Párbajhősök a Metacritic oldalán